# Kommissarie Rex
Kommissarie Rex, ty. Kommissar Rex, är en österrikisk TV-serie som handlar om den brottsbekämpande polishunden Rex (med det påhittade officiella namnet Reginald von Ravenhorst) och hans mänskliga poliskollegor vid en polisstation i Wien. Serien spelades in från 1994 till 2004, har visats i svensk TV flera gånger, och är en slags blandning av deckare och komedi.
I Sverige sändes den i TV4 och Kanal 9.

## Historik
Huvudrollen som hunden Rex spelades först av schäferhunden Santo vom Haus Zieglmayer (till vardags kallad B.J. ("Beejay")), född 1991. När denne gick i pension från hundskådespelarvärlden 1998 togs rollen över av den snarlike schäfern Rhett Butler, född 1997 och döpt efter den romantiske hjälten i Borta med vinden. Rhett Butler spelade sedan Rex ända tills serien lades ner 2004. När serien återupplivades 2008, gick rollen till en hund vid namn Henry. Alla tre hundarna har tränats av specialisten Teresa Ann Miller.
Rex närmsta kollega på polisstationen var till en början Richard Moser, spelad av Tobias Moretti. Det som utmärkte Morettis tid i serien var att fallen som löstes var tämligen harmlösa och att en stor tid av handlingen utöver brottsbekämpning tillbringades med diverse skämt kring korvfrallor, så kallade wurstsemmel. Moretti beslöt sig för att sluta i serien 1998, och Moser avlider följaktligen av en skottskada han ådrog sig vid utredningen av ett mordfall.
Rex fick efter Mosers död en ny hjälpreda i Alexander Brandtner, spelad av Gedeon Burkhard. Med Burkhard, som var yngre än Moretti, försökte producenterna göra serien mer snygg och ungdomligt cool i hopp om att bibehålla seriens popularitet. Även om de dråpliga skämten kring korvsmörgåsarna fortsatte, baserade man en större del av handlingen kring brott i samband med sexhandel, droger och prostitution, i ett försök att modernisera serien och göra den mer "cool" för ungdomar. Morettis avhopp, Burkhards intåg, och de nya elementen i serien gjorde emellertid att tittarsiffrorna sjönk rejält för Rex i Österrike och Tyskland. I kontrast till detta ökade dock seriens popularitet avsevärt i flera andra länder i runtom Europa och serien började även att säljas till många nya länder som till exempel Australien och USA.
Gedeon Burkhard beslutade sig så småningom emellertid även han för att sluta i serien. När han lämnade serien 2001 gjordes nya försök till förnyelse och Rex fick två nya kollegor i Marc Hoffmann, spelad av Alexander Pschill, och Niki Herzog, spelad av Elke Winkens. Idéerna kring modernisering baserades på att göra serien mer populär hos kvinnor genom att införa Niki som Rex första kvinnliga kollega. Marc och Niki hade dessutom någon slags kontorsflört på gång i hopp om att få in lite mer kärlek och relationer i serien. Man lyckades dock aldrig riktigt komma upp i samma tittarsiffror som förr och serien lades följaktligen ner 2004.

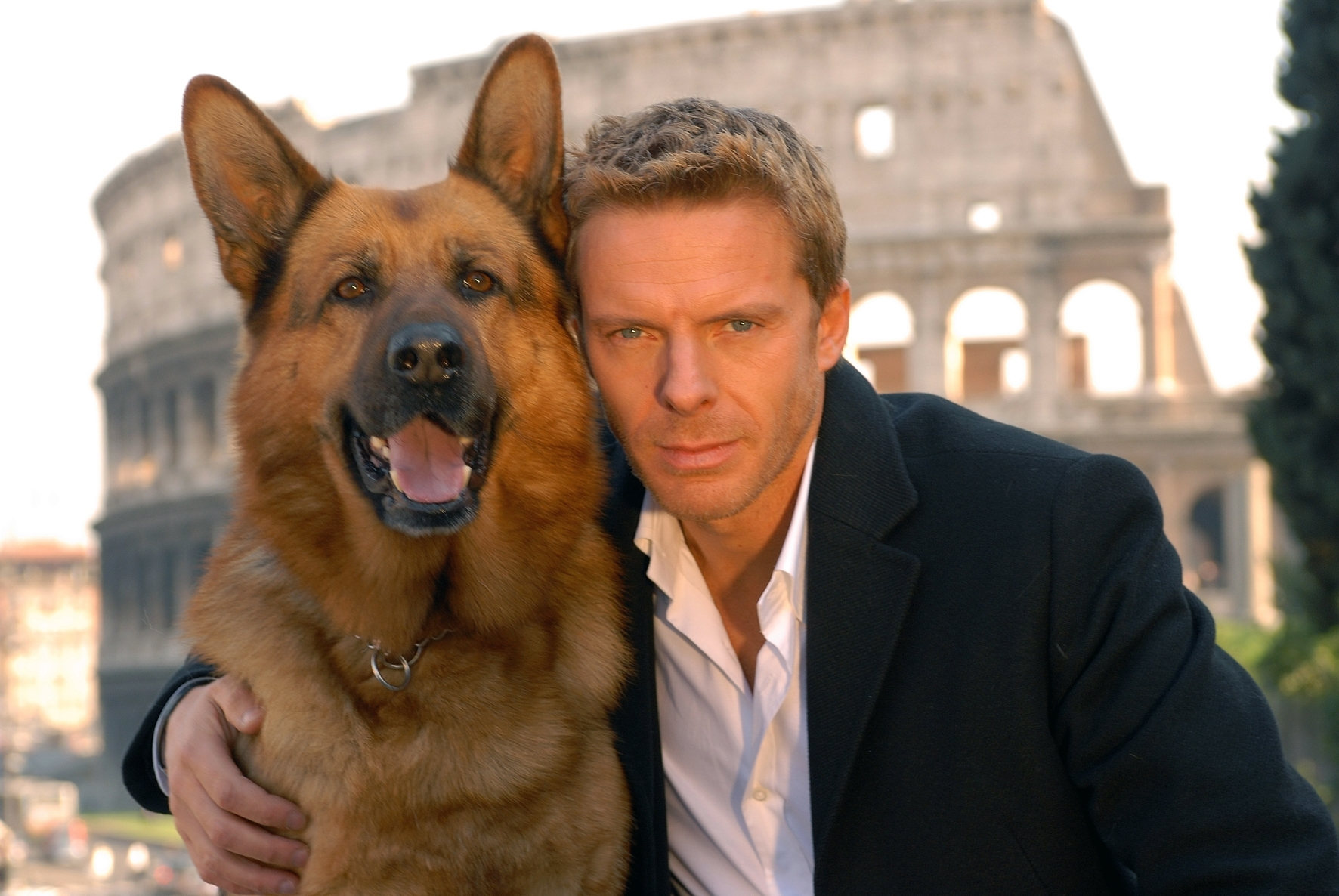
Polishunden Rex och Kaspar Capparoni framför Colosseum i Rom

2008 återupptogs produktionen av serien genom ett samarbete mellan österrikisk och italiensk TV. Serien har namnet "Rex" och är förlagd till Rom. Rex husse och skötare, Lorenzo Fabbri, spelas av Kaspar Capparoni.
2019 hade en kanadensisk version av serien premiär, kallad Hudson & Rex.[källa behövs]

## Rollista
- Tobias Moretti - Richard Moser (1994–1998)
- Gedeon Burkhard - Alexander Brandtner (1997–2001)
- Heinz Weixelbraun - Christian Böck (1997–2001)
- Karl Markovics - Ernst Stockinger (1994–1996)
- Martin Weinek - Fritz Kunz (1999–2004, 2008–2009)
- Wolf Bachofner - Peter Höllerer (1994–1999)
- Gerhard Zemann - Dr. Leo Graf (1994–2009)
- Fritz Muliar - Max Koch (1994–1998)
- Alexander Pschill - Marc Hoffmann (2002–2004)
- Elke Winkens - Niki Herzog (2002–2004)
- Kaspar Capparoni - Lorenzo Fabbri (2008–2011)
- Fabio Ferri - Giandomenico Morini (2008–2011)
- Denise Zich - Erika Hedl (2008)
- Pilar Abella - Katia Martelli (2008–2013)
- Augusto Zucchi - Filippo Gori (2008–2014)
- Ettore Bassi - Davide Rivera (2011–2013)
- Domenico Fortunato - Alberto Monterosso (2011– )
- Francesco Arca - Marco Terzani (2013– )